# Puig Terrers (Gisclareny)
El Puig Terrers és una muntanya de 2.466 metres situada a la Serra del Cadí, d'on és el seu cim més oriental. Es troba al municipi de Gisclareny, a la comarca catalana del Berguedà.
Forma part del parc natural Cadí-Moixeró.